# Holzbrücke Rapperswil–Hurden (1360–1878)

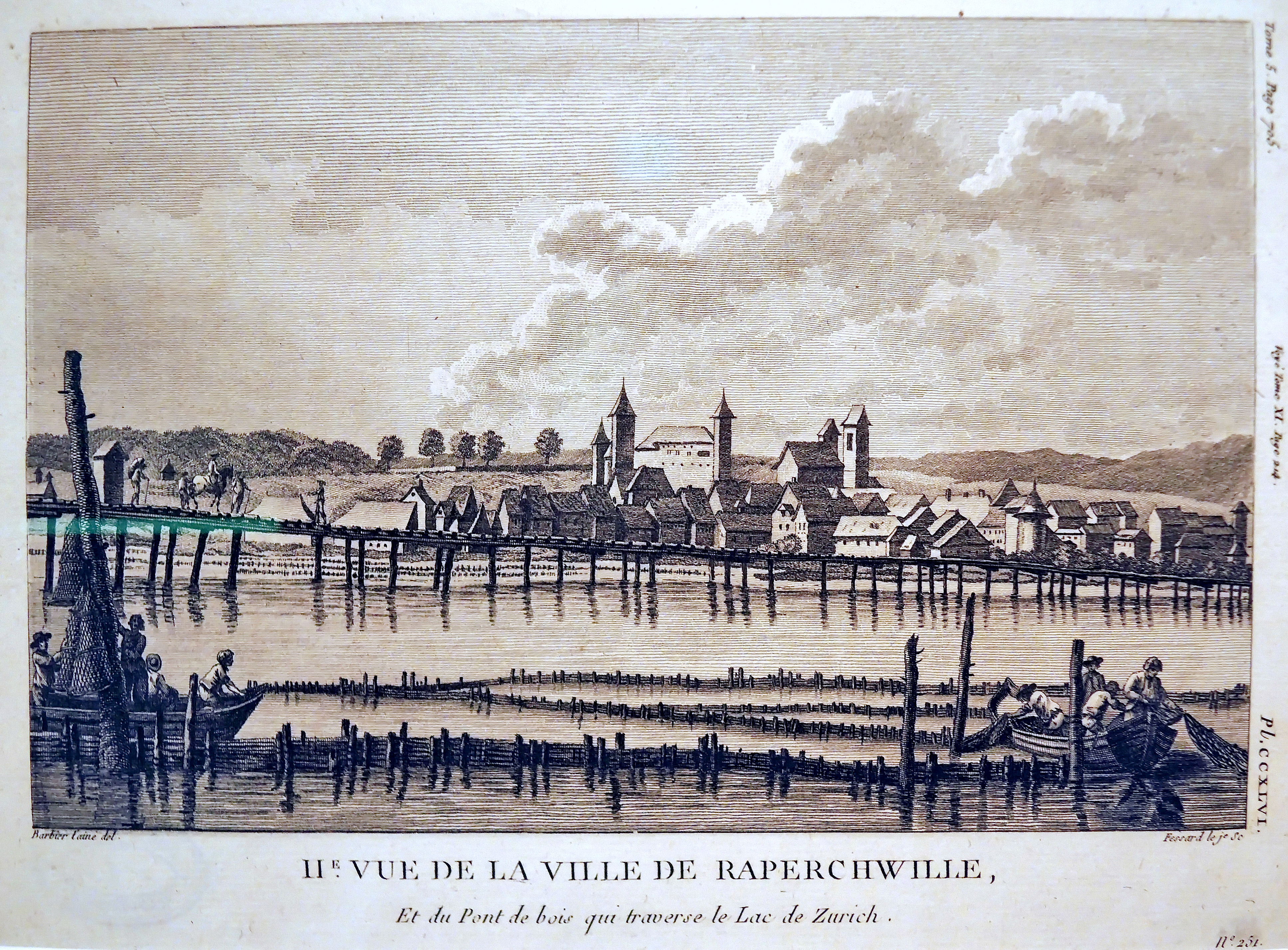
Fischer im Obersee bei Hurden, im Hintergrund die Holzbrücke und Rapperswil. Die Brücke war seit 1360 ein einfacher Holzsteg auf Pfählen geblieben. Stich von J. Barbier, um 1780.

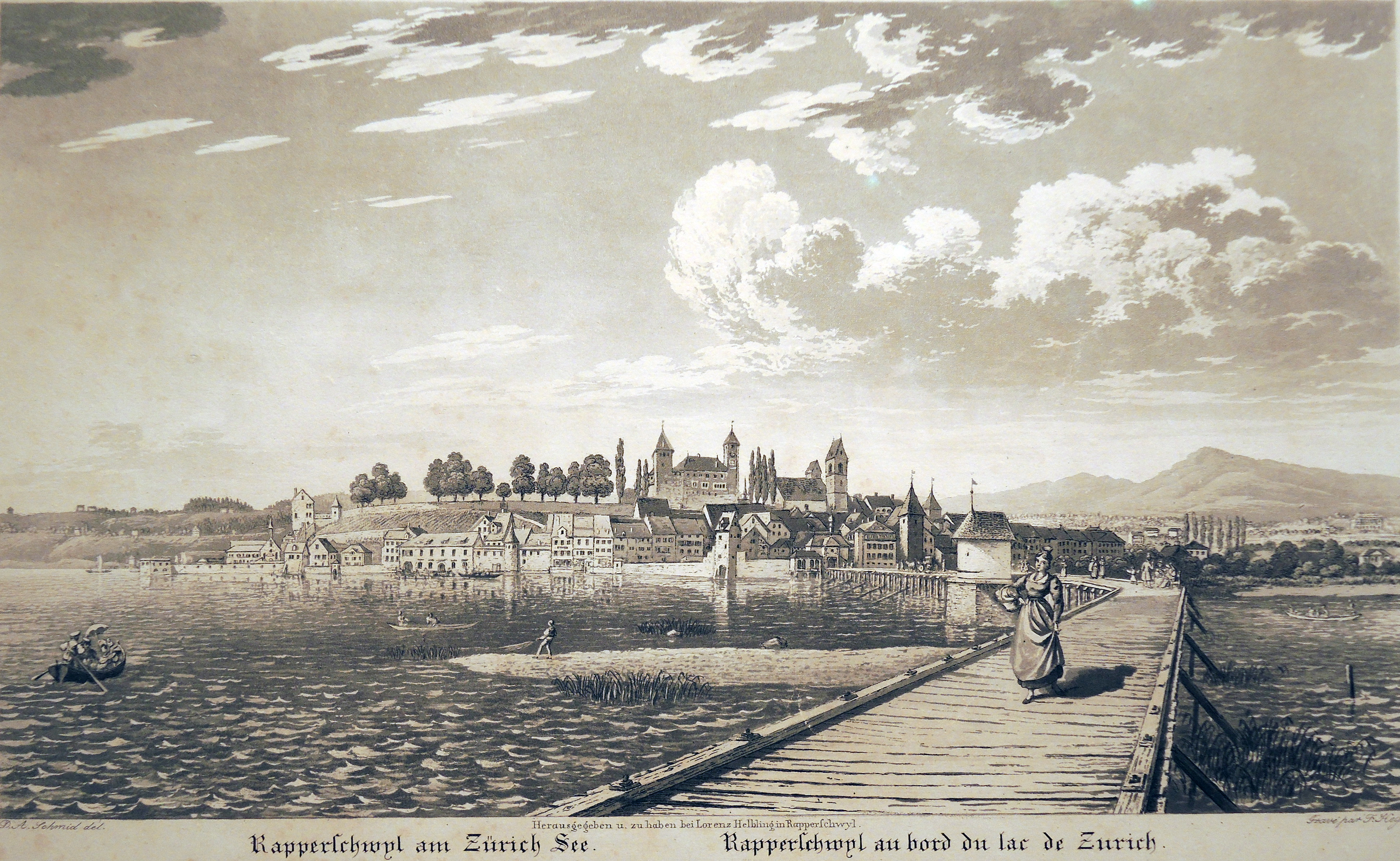
Der Neubau der Brücke von 1820, im Hintergrund das Heilig Hüsli und Rapperswil. Aquatinta von Franz Hegi nach einer Vorlage von David Alois Schmid, um 1830.

Die im Zeitraum 1360 bis 1878 bestehende Holzbrücke zwischen Rapperswil und Hurden, kurz Holzbrücke Rapperswil–Hurden, war eine historisch bedeutende Verkehrsverbindung zwischen den gegenüberliegenden Seiten des Zürichsees. Sie verlief östlich des heutigen Seedamms von Rapperswil.
Die Jochbrücke war ein Steg ohne Geländer, der auf Pfählen im Obersee verankert war. Die längste Zeit war sie nur für Fussgänger und den Viehtrieb nutzbar. Erst ab 1820, nach einem Neubau, konnten Fuhrwerke die Brücke befahren.
Herzog Rudolf IV. ordnete im Jahr 1358 den Bau der Brücke an. Der erste Brückenbau war etwa 1,4 Kilometer lang. Nach der Eröffnung im Jahr 1360 verkehrten nur noch selten Fähren zwischen Rapperswil und Hurden. Die Brücke wurde von Kaufleuten, Pilgern und anderen Reisenden genutzt. In Kriegszeiten wurde sie wiederholt beschädigt oder zerstört und jeweils wieder aufgebaut. In den Jahren 1818 bis 1820 wurde eine neue, breitere und stabilere Holzbrücke gebaut, zugleich wurde der Verlauf begradigt. Im Jahr 1878 wurde die Brücke durch den neuen Seedamm ersetzt und abgebrochen.

## Verlauf und Länge

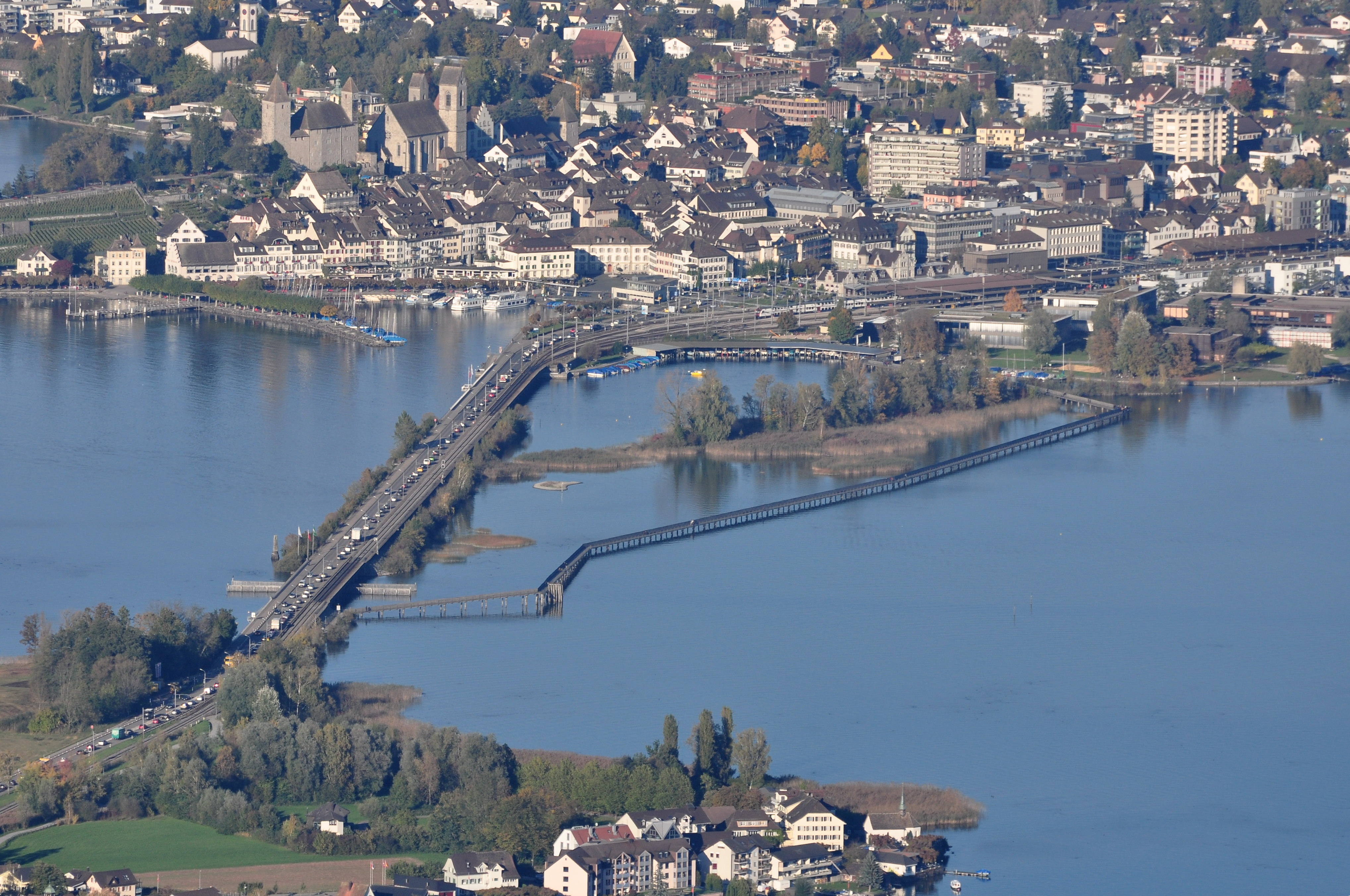
Die heutigen Bauten: der Seedamm von Rapperswil und rechts davon die Holzbrücke von 2001. Im Vordergrund Hurden, rechts die Kapelle am Ufer. Die historische Holzbrücke endete nahe bei dieser Kapelle. Sie war deshalb wesentlich länger als die heutige Holzbrücke.

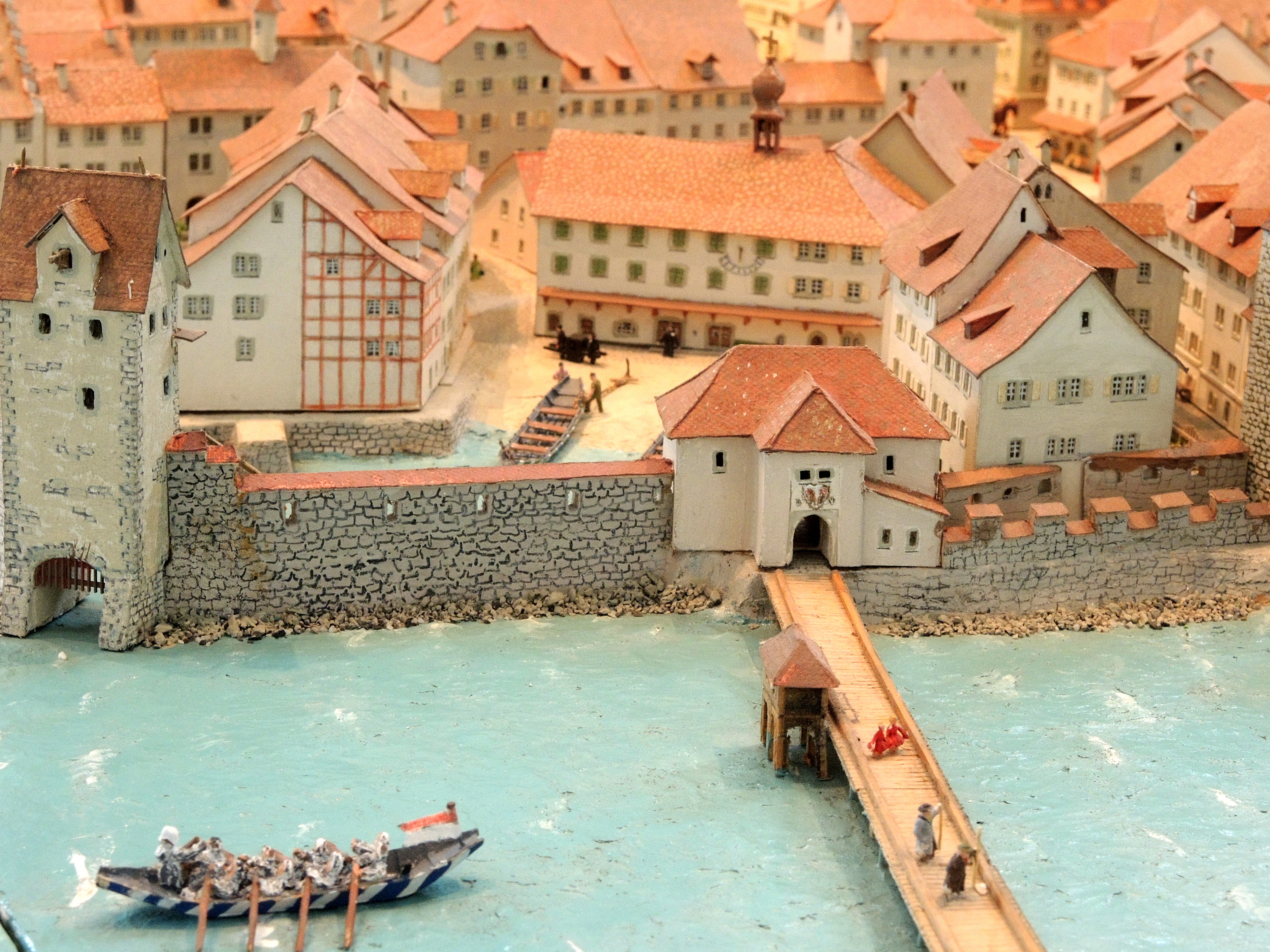
Ende der Brücke in Rapperswil. Der Platz hinter dem Tor war der Fischmarkt (heute Fischmarktplatz). Modell von Rapperswil um 1800 im Stadtmuseum Rapperswil-Jona.

Anders als die heutige Holzbrücke und der Seedamm verlief die historische Holzbrücke nicht auf kürzestem Weg zwischen Rapperswil und Hurden. Vielmehr endete sie auf der Hurdener Seite bei der dortigen Siedlung, also am östlichen Ufer der Halbinsel, wo im Jahr 1497 die Kapelle von Hurden errichtet wurde. Die Holzbrücke war deshalb deutlich länger als die heutigen Bauwerke.
In Rapperswil endete die Holzbrücke am ehemaligen südlichen Brückentor beim damaligen Fischmarkt. Heute befindet sich dort der Fischmarktplatz am Hafen von Rapperswil.
Wie die heutige Holzbrücke führte die Brücke an einer Brückenkapelle vorbei. Das heute erhaltene Heilig Hüsli wurde 1551 als Steinbau errichtet. Dieser Steinbau war vermutlich der Nachfolger einer hölzernen Brückenkapelle.
Laut Berichten aus den Jahren 1692 und 1817 war die erste Brücke 1850 Schritt lang. Dies entspricht wahrscheinlich einer Länge von mehr als 1,4 Kilometern; verschiedene Autoren geben 1,4 Kilometer, 1425 Meter und 1450 Meter als Umrechnung an. Die Brücke hatte jahrhundertelang keinen geradlinigen Verlauf, weil sie entlang der seichten Stellen im Obersee gebaut wurde. Erst in den Jahren 1818 bis 1820 wurde ein Neubau mit annähernd geradem Verlauf geschaffen. Dadurch wurde die Brücke kürzer.

## Bauweise
Laut der Rapperswiler Chronik aus dem Jahr 1817 hatte die Brücke 188 Joche, die von jeweils drei Pfählen aus Eichenholz, also insgesamt 564 Pfeilern getragen wurden. Der Abstand zwischen den einzelnen Jochen betrug etwas mehr als sieben Meter.
Die erste Brücke war 12 Fuss breit, der Gehweg bestand aus Tannenbrettern. Die Bretter waren nicht angenagelt, sondern lose aufgelegt, damit Stürme nicht die ganze Konstruktion zerreissen konnten. Bei einem Sturm rissen Wellen und Wind allenfalls die losen Bretter mit. Diese wurden anschliessend mit Booten wieder eingesammelt. Der Statthalter des Klosters Einsiedeln Josef Dietrich berichtete in seinem Tagesbericht vom 17. März 1693 von einem solchen Ereignis, als er über einen Sturm schrieb, der eineinhalb Stunden andauerte: «Die Rapperswiler Brugg hat er meisten Teils abgedeckt, also dass kaum in zwei Tagen sie wieder zugerüstet sein werden.»
Ein um 1780 angefertigter Stich zeigt, dass die Brücke damals noch immer ein einfacher Holzsteg ohne seitliche Abstützung war (siehe erstes Bild oben). Auf einem um 1830 geschaffenen detailgenauen Gemälde ist der im Jahr 1820 fertiggestellte Neubau zu sehen. Diese zweite Brücke hatte seitliche schräge Stützen, die den Steg in der Querrichtung stabilisierten. Die Bretter waren jetzt mit am Rand aufgelegten Längsbalken und Verschraubung am Unterbau fixiert (siehe zweites Bild).
Die erste Brücke wie auch der Neubau von 1820 waren Stege ohne Geländer. Zudem war die Brücke oft in einem schlechten Zustand. Ein Besucher berichtete im Jahr 1790, die Brücke sei «dermalen miserabl [sic!] schlecht unterhalten», dass man «kaum sicher fortschreiten konnte», und er sei froh gewesen, «der Lebensgefahr entrinnen zu können». Laut dem Chronisten Xaver Rickenmann ertranken zwischen 1360 und 1878 mindestens 540 Menschen, nachdem sie von der Brücke in den See gestürzt waren.

## Nutzung
Die Holzbrücke war über einen Zeitraum von mehr als 500 Jahren eine wichtige Verkehrsverbindung. Sie förderte den Handel, das Gastgewerbe und die Kultur in Rapperswil. Händler nutzten die Brücke ebenso wie Pilger auf der Wallfahrt zum Kloster Einsiedeln. Auch Jakobspilger, die nach Santiago de Compostela wandern wollten, gingen über die Brücke. Sie wurde zu einem Bestandteil des Schwabenwegs, der zu den zahlreichen Jakobswegen zählt.
Fuhrwerke durften anfänglich nicht über den Holzsteg fahren, weil er für sie zu schmal war. Menschen konnten über die Brücke gehen und Tiere mitführen, einfache Karren konnten über die Brücke gezogen werden. Erst der Neubau von 1820 war auch für Fuhrwerke nutzbar. Der Archivar Gerold Meyer von Knonau schrieb im Jahr 1835, man könne die Brücke «bei günstigen Umständen» mit Wagen befahren, es sei aber sicherer, den Weg zu Fuss zu gehen.
Die Brücke ersetzte weitgehend den Fährbetrieb zwischen den Seeeufern. Bei Bedarf kamen aber weiterhin Fähren zum Einsatz, zum Beispiel wenn die Brücke beschädigt war oder schwere Güter über den See transportiert wurden.

## Geschichte

### Historischer Hintergrund und Bau

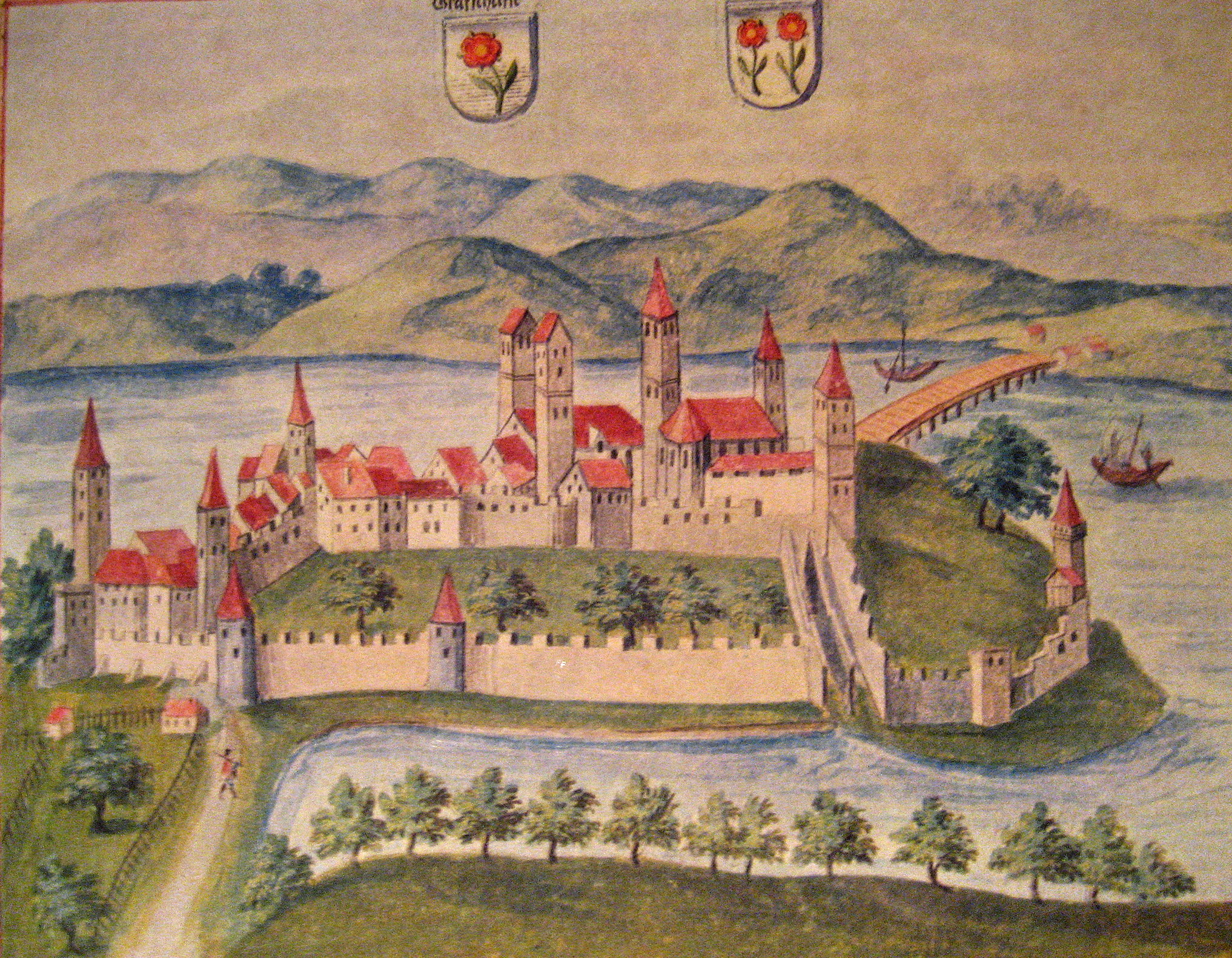
Rapperswil im Codex Vindobonensis von 1550. Eine der frühesten kolorierten Darstellungen der Holzbrücke (im Hintergrund).

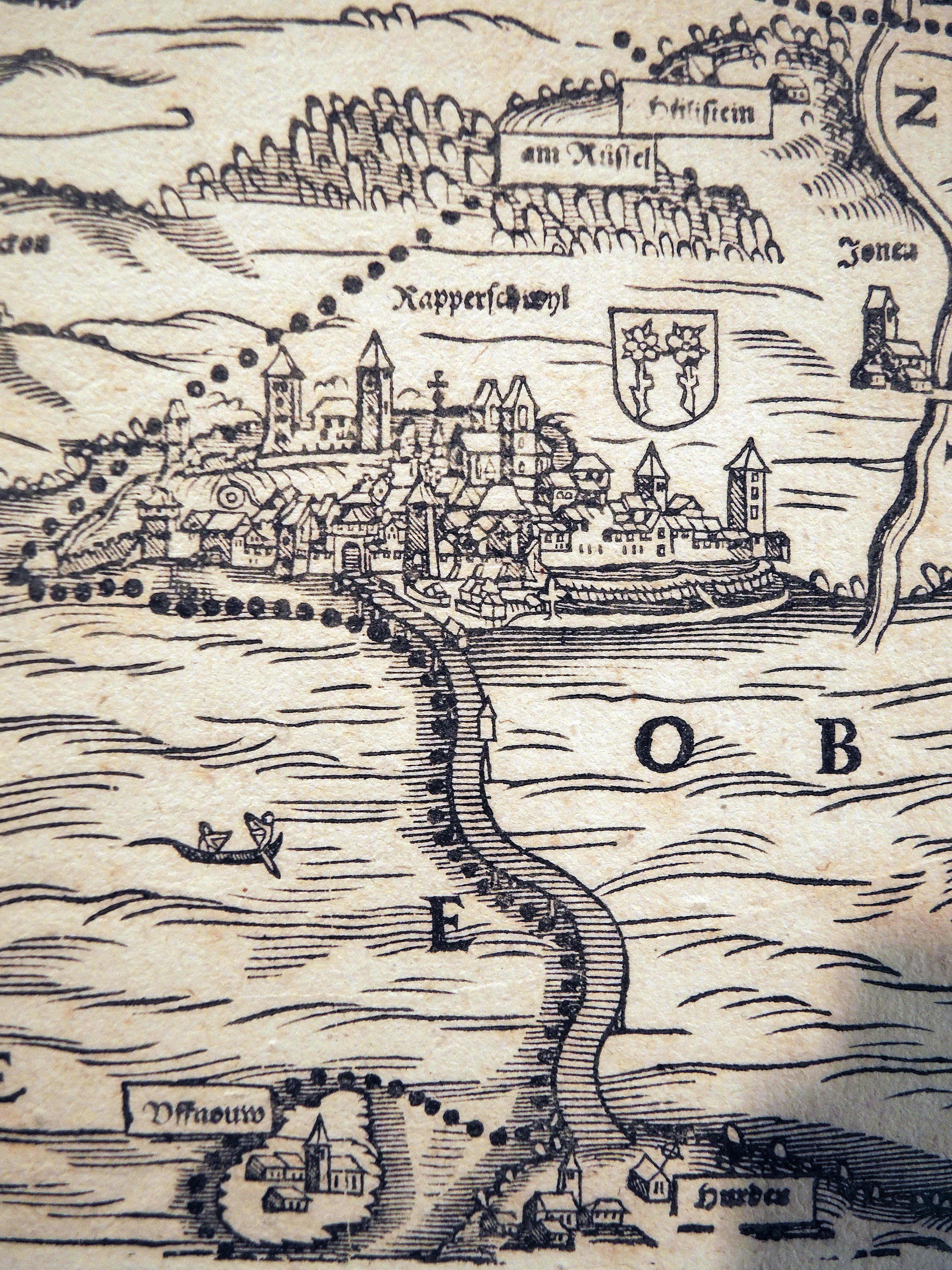
Ausschnitt aus der Zürcherkarte von Jos Murer, 1566. Die Holzbrücke zwischen Hurden (vorn) und Rapperswil (Bildmitte) hatte damals keinen geradlinigen Verlauf.

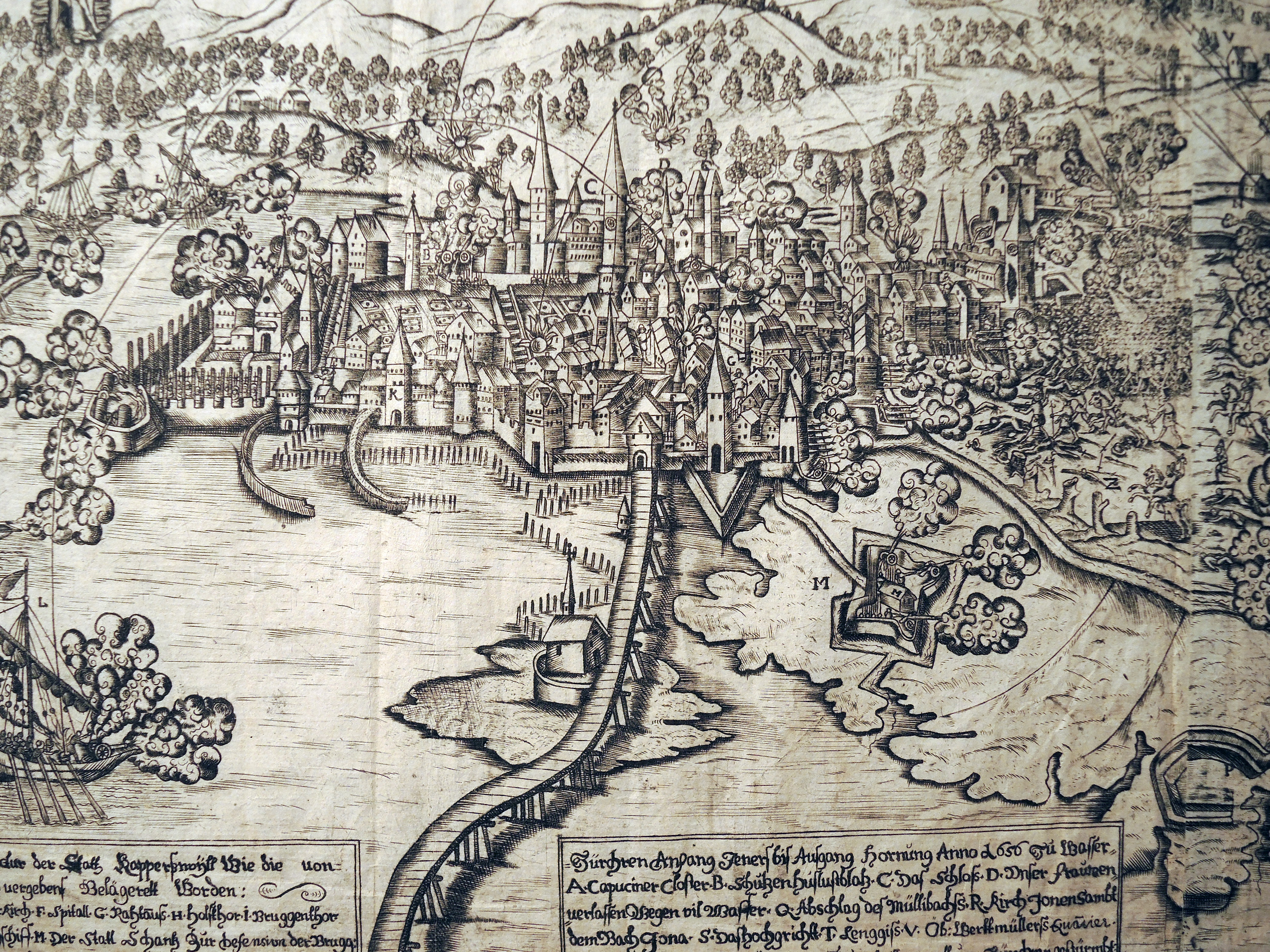
Die Belagerung von Rapperswil (1656), zeitgenössische Darstellung (Ausschnitt). Im Vordergrund die Holzbrücke und das Heilig Hüsli.

1354 erwarb Herzog Albrecht II. von Österreich die Herrschaft über Rapperswil. Er baute die Stadt wieder auf, die im Jahr 1350 von der Zürchern zerstört worden war (siehe Zerstörung von Rapperswil). Albrecht starb am 20. Juli 1358 in Wien. Laut dem Historischen Lexikon der Schweiz veranlasste Herzog Albrecht den Bau der Brücke, die dann unter seinem Sohn und Nachfolger Herzog Rudolf IV. in den Jahren 1358 bis 1360 errichtet wurde.
Der Stiftsarchivar des Klosters Einsiedeln Joachim Salzgeber schrieb dagegen Herzog Rudolf IV. die Initiative zum Bau der Brücke zu. Rudolf habe 1358 kurz nach seinem Regierungsantritt die dem österreichischen Rapperswil gegenüberliegenden Gebiete Pfäffikon-Höfe, Alt-Rapperswil und March erworben; in diesem Zusammenhang habe sich der Plan ergeben, eine Brücke zu den neuen Gebieten zu bauen. Die Brücke ermöglichte eine direkte Verbindung zu den österreichischen Vorlanden, zu den habsburgischen Besitzungen in der Ostschweiz, in Süddeutschland und zum Gotthardpass. Damit konnte der Weg über die gegnerische Stadt Zürich vermieden werden, die am 1. Mai 1351 der Alten Eidgenossenschaft beigetreten war (siehe Acht Alte Orte).
Herzog Rudolf IV. gab am 24. Juni 1358, noch zu Lebzeiten seines Vaters, den Befehl zum Bau der Holzbrücke von Rapperswil nach Hurden. Zunächst fuhren Bauleute mit Flossen auf den See und suchten nach untiefen Stellen. Am 24. Juli 1358 rammten sie die ersten Pfähle aus Eichenholz in den Seegrund. Nach zwei Jahren Bauzeit wurde die Brücke im Jahr 1360 fertiggestellt und für den Verkehr freigegeben.
Herzog Rudolf übertrug die Baukosten von 1025 ½ Gulden dem  österreichischen Vogt von Rapperswil, Johann von Langenhart. Zum Ausgleich erhielt der Vogt später Nutzungsrechte über Rapperswil, Kempraten, Jona, die Mittelmarch, Altendorf, das Wägital und die Vogtei Einsiedeln als Pfründe.

### Brückenzoll
Der Unterhalt der Brücke und der öffentlichen Gebäude, die mit dem Verkehr auf der Brücke im Zusammenhang standen, wurde bis 1850 durch Wegzoll finanziert. 1368 erhielt Rapperswil erstmals für zwölf Jahre den Brückenzoll, ab 1415 dann dauerhaft. Das Kloster Einsiedeln war von Anfang an vom Brückenzoll befreit. 1420 erhielten die Bewohner von Hurden Zollfreiheit als Entschädigung dafür, dass ihr Fahrrecht auf dem See durch die Brücke wertlos geworden war.
Für Binnenzölle waren die Kantone zuständig. Durch die Bundesverfassung von 1848 wurden die Binnenzölle abgeschafft. Im Jahr 1850 wurde letztmals Brückenzoll entrichtet.

### Die Brücke in Kriegszeiten bis zum 18. Jahrhundert
Die Holzbrücke wurde, zumeist während kriegerischer Auseinandersetzungen, wiederholt mehr oder weniger stark beschädigt oder zerstört – und jedes Mal wieder aufgebaut. So brannten im Jahr 1415 Schwyzer und Glarner Teile des Bauwerks nieder, das erst um 1420 wiederhergestellt wurde.
Während des Alten Zürichkriegs verbrannten die mit Zürich verbündeten Rapperswiler am 21. Mai 1443 die strategisch wichtige Verbindung. Diese war von den Innerschweizern für ihre Streifzüge ins Zürcher Hinterland (Landvogteien Grüningen und Greifensee) und bei der erfolglosen Belagerung von Rapperswil genutzt worden (Schlacht bei Freienbach). 1444 wiederum steckten Schwyzer Truppen den wohl verbliebenen Brückenteil in Brand.
Im Ersten Villmergerkrieg belagerte im Frühjahr 1656 der Zürcher General Hans Rudolf Werdmüller die mittlerweile unter katholischer Schirmherrschaft stehende Stadt Rapperswil. Fünf Wochen lang sicherte die Brückenverbindung den Nachschub und militärische Verstärkung für die erfolglos belagerte Stadt.
Nach dem Einmarsch der französischen Revolutionstruppen zu Beginn der Helvetischen Republik zerstörten die Franzosen im Jahr 1799 die Brücke weitgehend. Bis zum Wiederaufbau sicherte eine Fähre den Waren- und Personenverkehr. Die Brücke wurde erst im Jahr 1804 notdürftig instand gesetzt.

### Neubau mit neuem Verlauf
Bis 1818 war die Brücke trotz mehrerer Wiedererrichtungen im Wesentlichen dieselbe geblieben. In den Jahren 1818 bis 1820 wurde eine neue Brücke mit begradigtem Verlauf gebaut. Der Verlauf war nicht völlig gerade, sondern leicht bogenförmig mit schwacher Krümmung zum Obersee hin und mit einer merklichen Kurve beim Heilig Hüsli nahe Rapperswil. Die neue Brücke war breiter und stabiler als die vorige – sie konnte auch mit Wagen befahren werden.
Mit der Jungfernfahrt des Dampfschiffs Minerva im Jahr 1835 begann die Zeit der touristischen Schifffahrt auf dem Zürichsee (siehe Zürichsee-Schifffahrtsgesellschaft). 1838 wurde vertraglich geregelt, dass die Schiffe unter zwei Bedingungen berechtigt waren, unter der Brücke zum Obersee durchzufahren. Zum einen durften sie weder Passagiere noch Waren von der Brücke aufnehmen. Zum anderen mussten alle Schiffe, die in den Obersee fuhren, am Hafen von Rapperswil Passagiere aufnehmen und Post mitnehmen. 1839 wurde beim Heilig Hüsli für die Durchfahrt der Schiffe eine Hubbrücke in die Holzbrücke eingebaut.
1847 zerstörten Schwyzer Truppen im Sonderbundskrieg aus strategischen Gründen die Brückenverbindung auf einer kurzen Strecke. Danach wurde sie zum letzten Mal erneuert. Der 1848 geschaffene neue Bundesstaat bezahlte den Schaden in Höhe von 1198 Gulden.

### Ersetzung durch den Seedamm
Nach der Abschaffung des Brückenzolls im Jahr 1850 stieg der Verkehr auf der Brücke auf rund das Zehnfache an. Sie war dem zunehmenden Verkehr von Personen und Waren immer weniger gewachsen. Im Jahr 1859 wurde der Bahnhof Rapperswil in Betrieb genommen, auch die Planer der Eisenbahn drängten nun auf eine Verbindung über den Zürichsee. Im Jahr 1878 wurde der Seedamm von Rapperswil nach drei Jahren Bauzeit eröffnet. Im selben Jahr wurde die Holzbrücke abgebrochen.